# 구월중학교
구월중학교(九月中學校)는 대한민국 인천광역시 남동구 구월동에 있는 공립 중학교이다.

## 학교 연혁
- 1980년 1월 30일 : 본관 1층 14교실 준공
- 1981년 1월 17일 : 구월중학교 10학급 설립인가
- 1981년 3월 1일 : 초대 정회수 교장 부임
- 1981년 3월 1일 : 구월중학교 개교 (1학년 655명 배정)
- 1984년 2월 14일 : 제1회 졸업 (졸업생 641명)
- 1989년 3월 1일 : 30학급 인가 편성 (특수 1학급)
- 2024년 1월 11일 : 제41회 졸업(졸업생 331명, 졸업생 누계 21,319명)
- 2024년 3월 1일 : 제16대 김서빈 교장 부임
- 2024년 3월 4일 : 입학식(354명 입학)

## 참고 자료
- 구월중학교 - 한국교육학술정보원 학교알리미